# Thiéry (Alpes-Maritimes)
Thiéry (okzitanisch Tièri, italienisch Tieri) ist eine französische Gemeinde im Département Alpes-Maritimes in der Region Provence-Alpes-Côte d’Azur. Sie gehört zum Arrondissement Nizza und zum Kanton Vence. Die Bewohner nennen sich Thiérois.

## Geographie
Die Gemeinde liegt in den französischen Seealpen. Sie grenzt im Norden an Lieuche, im Nordosten an Ilonse, im Osten an Villars-sur-Var, im Süden an Touët-sur-Var und im Westen an Rigaud. Das Dorf liegt auf 1050 m.

## Sehenswürdigkeiten
Siehe auch: Liste der Monuments historiques in Thiéry (Alpes-Maritimes)
- Kirche Saint-Martin
- Kapelle Saint-Roch

## Bevölkerungsentwicklung
| Jahr      | 1962 | 1968 | 1975 | 1982 | 1990 | 1999 | 2008 | 2012 |
| --------- | ---- | ---- | ---- | ---- | ---- | ---- | ---- | ---- |
| Einwohner | 50   | 57   | 58   | 71   | 83   | 93   | 101  | 104  |